# Museo Afrasiab di Samarcanda
Museo Afrasiab di Samarcanda (in uzbeco Afrosiyob-Samarqand shahar tarixi muzeyi?) è un museo situato presso il sito storico di Afrasiab, l'antica città che fu distrutta dai Mongoli nei primi anni del XIII secolo.

## Storia
L'edificio del museo e del sito archeologico si trovano nella parte nord-orientale della città di Samarcanda, nel paese dell'Asia centrale dell'Uzbekistan. Essa porta il nome di Afrasiab, mitico re ed eroe del Turan. La mostra permanente del Museo Afrasiab di Samarcanda è incentrata sulla storia della città stessa, così come la regione circostante. L'edificio del museo è stato progettato dall'architetto armeno Bagdasarov Arzumanyan nel 1970, nel momento in cui la Repubblica Socialista Sovietica Uzbeka faceva ancora parte dell'Unione Sovietica. L'apertura del museo è stata dedicata all'anniversario dei 2500 anni della fondazione della città di Samarcanda. Nel dicembre 2015, come parte della cooperazione culturale tra l'Uzbekistan e l'Azerbaigian, il padiglione azero è stato aperto presso il Museo Afrasiab.

## Il museo
Tematicamente, il museo è diviso in cinque sale dedicate ai diversi periodi della vita nel forte di Afrasyab. Il museo è stato concepito come il luogo dove si condivide la storia della fondazione della città di Samarcanda, la sua storia successiva, così come l'insediamento di Afrasyab. 
Il museo dispone di una varietà di reperti, tra cui non solo reperti rinvenuti durante gli scavi a Afrasiyab e Samarcanda, ma la sua regione più ampia. Tra i manufatti si trovano i resti di antiche spade, ossari, coltelli e altri oggetti appuntiti, frecce, monete, ceramiche, antichi manoscritti e libri, statue e altri oggetti della vita quotidiana.
L'esposizione museale si compone di oltre 22 000 reperti unici. Una mostra di rilievo è l'unico affresco conservato del palazzo di Samarcanda appartenente al periodo della dinastia degli Ikhshid dei secoli VII-VIII. Il padiglione azero espone oggetti della storia presente e della cultura dell'Azerbaigian, campioni di cultura materiale, abiti nazionali, tra cui cappelli e kalaghai, libri sulla cultura e le tradizioni della tessitura dei tappeti azeri.

## Galleria d'immagini

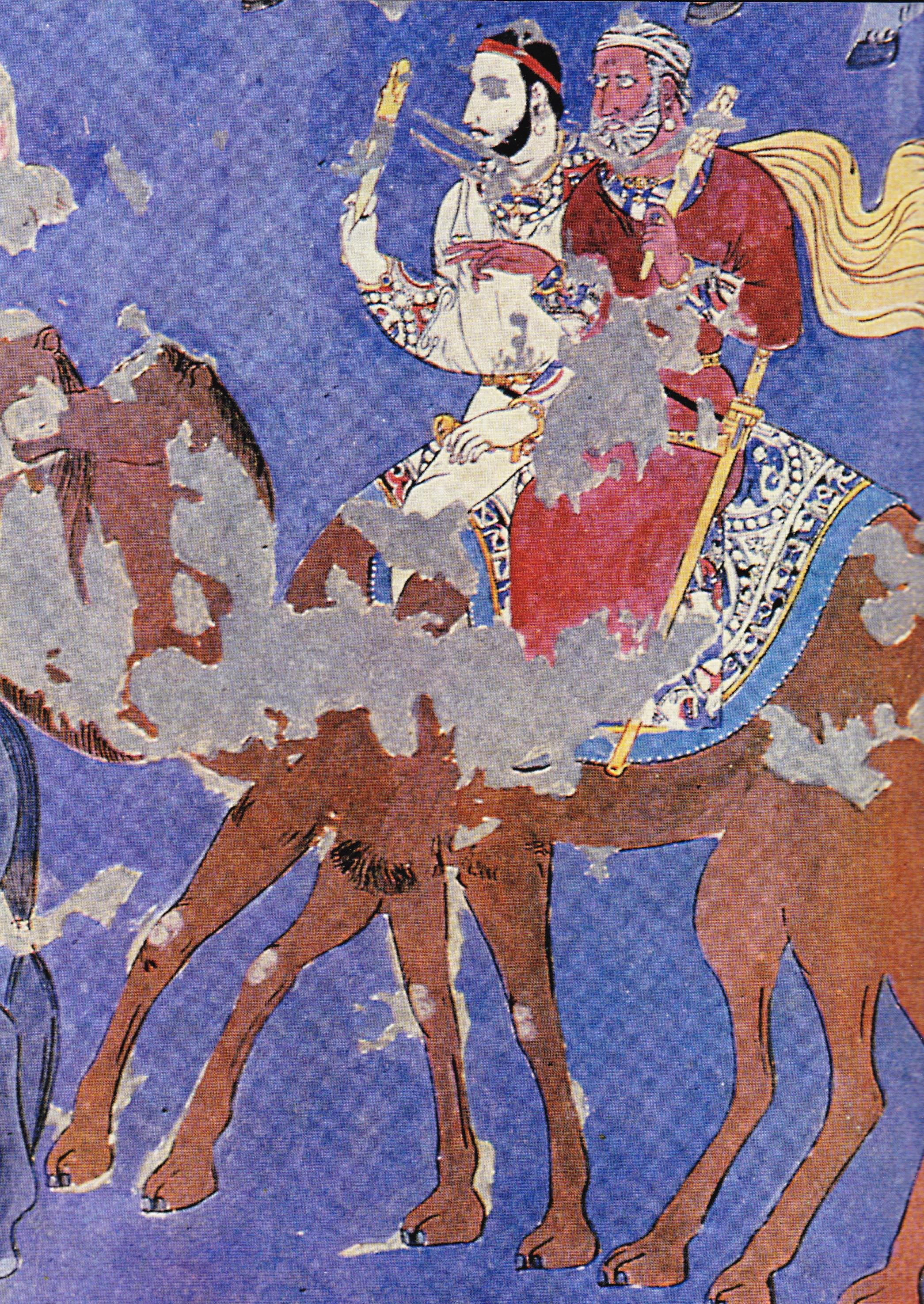
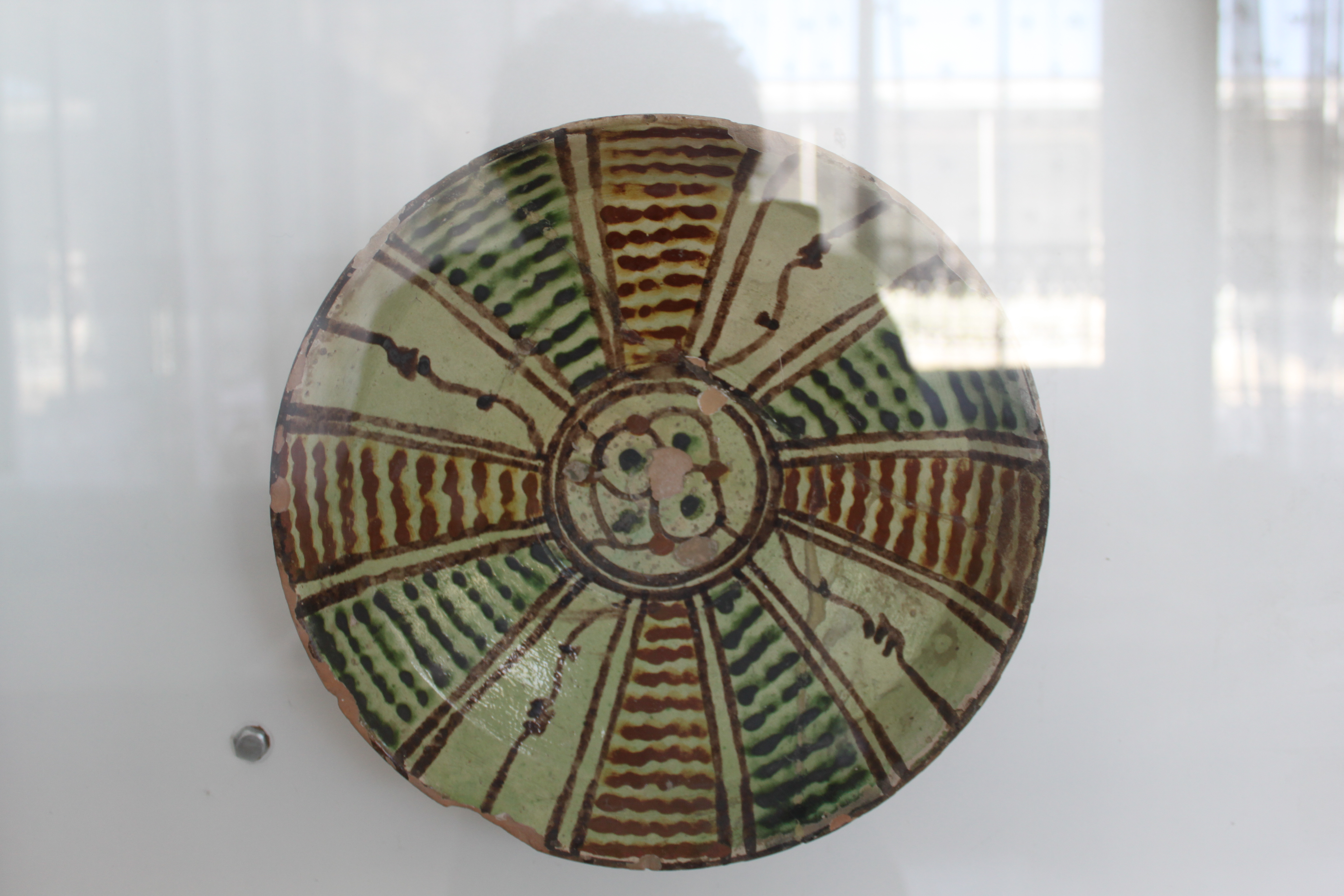
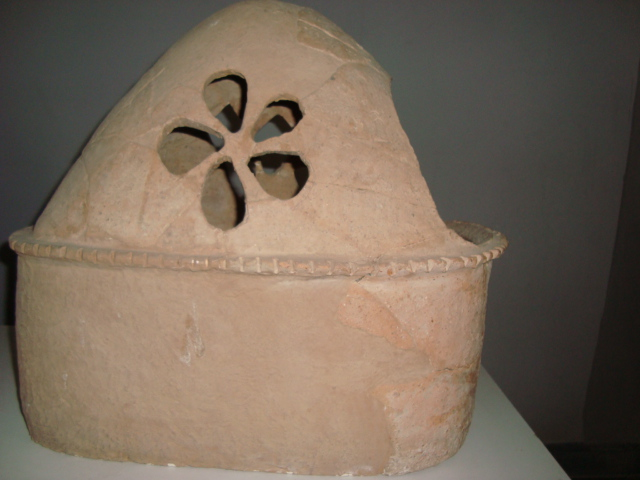
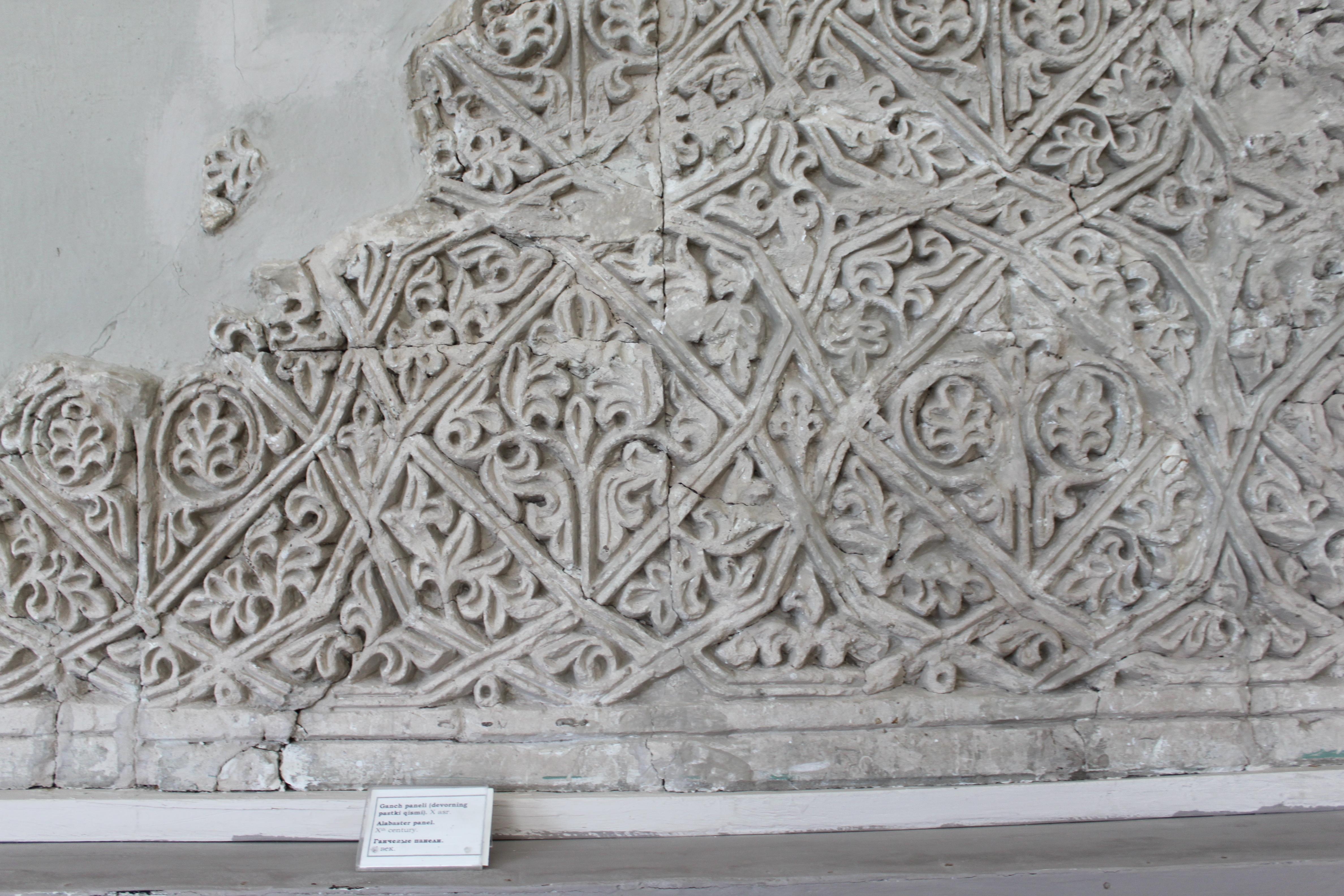